# İnsan Hak ve Hürriyetleri ve İnsani Yardım Vakfı
Die İHH İnsani Yardım Vakfı (İHH, İnsan Hak ve Hürriyetleri ve İnsani Yardım Vakfı, deutsch: Stiftung für Menschenrechte, Freiheiten und Humanitäre Hilfe) ist eine türkische, islamische, nichtstaatliche, international tätige Organisation mit Verbindungen zu diversen islamistischen Organisationen. Sie wurde 1992 in der Türkei vor dem Hintergrund des Bosnienkrieges aus einer Jugendorganisation der Millî Görüş (Anadolu Gençlik) gegründet. Nach dem Bosnienkrieg weitete die Organisation ihre Aktivitäten aus. Laut türkischen Medien beteiligte sie sich u. a. an Hilfsmissionen in Äthiopien, im Libanon, in Indonesien, im Irak, in den palästinensischen Gebieten und in Pakistan. International bekannt wurde die IHH als Mitorganisatorin eines Schiffskonvois, der am 31. Mai 2010 durch eine israelische Militäraktion geentert wurde. Zuvor war sie auch an Hilfskonvois für den Gaza-Streifen, der seit 2007 unter Blockade von Israel und Ägypten steht, beteiligt.

## Nähe zu islamistischen Organisationen
Gemäß einem vom Danish Institute for International Studies veröffentlichten Working Paper sollen zuverlässige Informationen dafür vorliegen, dass „die IHH in der Vergangenheit dem weltweiten Dschihad-Netzwerk logistische und finanzielle Unterstützung“ zuteilwerden ließ. Bei manchen westlichen Nachrichtendiensten gilt die türkische IHH als islamistische Organisation mit Nähe zur Hamas, zu al-Qaida und zu den Taliban. Der Journalist Richard Spencer von der britischen Zeitung The Daily Telegraph bezeichnet sie als eine „radikale islamistische Gruppe im Gewand einer humanitären Organisation“.
Bei der türkischen IHH seien durch türkische Behörden im Jahre 1997 Waffen, Sprengstoff, Anleitungen zum Bombenbau sowie eine Dschihad-Flagge sichergestellt worden. Laut den Behörden sollten festgenommene Mitglieder der Organisation als Kämpfer nach Afghanistan, Bosnien und Tschetschenien gesandt werden. Der angeklagte Präsident der IHH sei freigesprochen worden. Evan F. Kohlmann zufolge sah der französische Geheimdienst Mitte der 1990er Jahre Verbindungen zu islamischen Extremisten.
Nilüfer Narlı, Professorin an der Bahçeşehir-Universität in Istanbul sowie Nahost- und türkische Militärbudget-Expertin, sieht es als erwiesen an, dass die IHH die Hamas finanziert.

## Sonstiges
Die IHH ist eine von weltweit 3000 Nichtregierungsorganisationen, die beim UN-Wirtschafts- und Sozialrat beratenden Status haben. Voraussetzung hierfür ist, dass eine Organisation eine demokratisch angenommene Satzung hat und die Befugnis besitzt, für ihre Mitglieder zu sprechen. Zudem muss sie angemessene Mechanismen bzgl. Rechenschaftspflicht, demokratischen und transparenten Entscheidungsprozessen nachweisen.
Am 12. Juli 2010 wurde die Internationale Humanitäre Hilfsorganisation e.V. von Innenminister Thomas de Maizière verboten, da sie "unter dem Deckmantel der humanitären Hilfe bewusst und gezielt Organisationen unterstützt, die der Hamas zuzurechnen sind oder die ihrerseits die Hamas unterstützen". Bei dieser Organisation handelt es sich nicht um İHH İnsani Yardım Vakfı, wie der deutsche Verein nach dem Ship-to-Gaza-Zwischenfall erklärte. Nach dem Verbot distanzierte sich die türkische IHH von der gleichnamigen deutschen Organisation und erklärte, dass sie keinerlei Verbindungen zu dieser unterhalte. Die beiden Organisationen haben jedoch denselben Ursprung und spalteten sich 1997 in eine türkische und eine deutsche Organisation. Beide unterhalten laut Verfassungsschutz enge Verbindungen zur Millî Görüş.

## Verhältnis zu Israel und seinen Bürgern
Im Mai 2011 hatten die Kampagnen der IHH in der Türkei selbst nach der Aussöhnung zwischen Benjamin Netanyahu und Tayyip Erdoğan die Folge, dass der israelische Sänger und Komponist Yuval Ron einen geplanten Auftritt in Istanbul und das israelische Cameri-Theater aus Tel Aviv ein geplantes Gastspiel in Antalya absagten. Der israelische Jazzmusiker Itamar Erez und sein Ensemble Adama verzichteten im Juni 2011 auf eine Teilnahme an den Akbank Jazztagen in Istanbul, nachdem beim israelischen Konsulat in Istanbul zahlreiche Drohungen antiisraelischer Aktivisten eingegangen waren.

## Auszeichnungen (Auswahl)
- Effizienz-Preis der Generaldirektion der türkischen Vereine (2005)[15]
- Projekt-Preis der Generaldirektion der türkischen Vereine (2006) für das Aşiyana-Waisenhaus in Pakistan als bestes Projekt
- Projekt-Preis der Generaldirektion der türkischen Vereine (2006) für das Frauenbildungsinstitut in Somalia als bestes Projekt
- Projekt-Preis der Generaldirektion der türkischen Vereine (2006) für das mobile Krankenhaus im Irak als bestes Projekt
- Preis für herausragende Dienste der Großen Nationalversammlung der Türkei (2007)